# Гургенидзе, Александр Ермолаевич
Александр Ермолаевич Гургени́дзе (1916—1975) — советский лётчик бомбардировочной авиации ВВС Военно-Морского Флота в Великой Отечественной войне, Герой Советского Союза (6.03.1945). Майор.

## Биография
Родился 8 июня 1916 года в селе Хотеви — ныне Амбролаурский район Грузии в семье крестьянина. Грузин. В 1934 году окончил сельскохозяйственный техникум, в 1937 году — 1-й курс строительного института. 
В 1937 году призван в Красную Армию. В 1940 году окончил 1-е Чкаловское военное авиационное училище лётчиков имени К. Е. Ворошилова в городе Чкалов (тогдашнее наименование города Оренбург). Был оставлен в этом училище лётчиком-инструктором по подготовке лётчиков штурмовой авиации. В 1942 году вступил в ВКП(б). В 1942 года переведён из ВВС РККА в ВВС РККФ и направлен лётчиком-инструктором в 1-ю военную школу пилотов ВВС ВМФ. В 1943 году окончил курсы командиров звеньев при Высшей офицерской школе ВВС ВМФ. 
Участник Великой Отечественной войны с сентября 1943 года. Начал сражаться в должности командира звена 47-го штурмового авиационного полка ВВС Черноморского флота. В феврале 1944 года переведён с повышением заместителем командира эскадрильи в 8-й гвардейский штурмовой авиационный полк ВМФ ВВС Черноморского флота. Участвовал в Керченско-Эльтигенской десантной  операции, в поддержке советских войск на Керченском плацдарме и в Крымской наступательной операции, а также в борьбе с немецко-румынском судоходстве на Чёрном море.
После завершения освобождения Крыма весь полк был передан в состав ВВС Балтийского флота, а в июне ужа на Балтике Александр Гургенидзе назначен заместителем командира эскадрильи. В ноябре 1944 года вновь переведён командиром эскадрильи в 7-й гвардейский пикировочно-штурмовой авиационный полк ВВС Балтийского флота. Принимал участие в Выборгско-Петрозаводской, Прибалтийской и Восточно-Прусской наступательных операциях. 
До конца войны летал в одном экипаже с будущим Героем Российской Федерации воздушным стрелком Виталием Жалниным. В одном из боёв 16 апреля 1945 года самолёт Гургенидзе и Жалнина был сбит, а сам Гергенидзе был ранен. Посадив самолёт на воду, лётчики оказались в ледяной воде Балтийского моря. Жалнин поместил командира в одноместную резиновую надувную лодку, сам остался в воде и более получаса буксировал его к берегу, пока их не спасла высланная с берега лодка с бойцами. В экспозиции Военно-медицинского музея экспонируется картина «Спасение лётчика Героя Советского Союза А. Е. Гургенидзе».
К 21 ноября 1944 года командир эскадрильи 7-го гвардейского пикировочно-штурмового авиационного полка 9-й штурмовой авиационной дивизии ВВС Краснознамённого Балтийского флота гвардии капитан А. Гургенидзе совершил 91 боевой вылет. Лично и в составе боевых групп потопил и повредил 11 транспортов, 4 сторожевых корабля, 3 тральщика, 8 быстроходных десантных барж, 2 плавбазы торпедных катеров и эсминец.
В воздушных боях его экипаж сбил 2 немецких истребителя.
Указом Президиума Верховного Совета СССР от 6 марта 1945 года «за образцовое выполнение заданий командования на фронте борьбы с немецко-фашистскими захватчиками и проявленные при этом отвагу и геройство» гвардии капитану Александру Ермолаевичу Гургенидзе присвоено звание Героя Советского Союза с вручением ордена Ленина и медали «Золотая Звезда» (№ 5877).
К середине апреля 1945 года выполнил 94 боевых вылета, увеличив боевой счет на 2 потопленных транспорта, сторожевой корабль и плавбазу торпедных катеров.
После Победы служил в том же полку. Уволен в запас в июле 1946 года в звании майора. В 1954 году окончил партшколу при ЦК Компартии Грузии. 
Скончался 20 марта 1975 года. Похоронен на Сабурталинском кладбище в Тбилиси.

## Награды
- Герой Советского Союза (6.03.1945)
- Орден Ленина (6.03.1945)
- Четыре ордена Красного Знамени (14.02.1944, 30.04.1944, 30.06.1944, 10.02.1945)
- Орден Нахимова 2-й степени (24.04.1945)
- Орден Отечественной войны 1-й степени (17.05.1944)
- Медаль «За взятие Кёнигсберга» (1945)
- Ряд медалей СССР

## Память
- Имя А. Гургенидзе в советское время носила пионерская дружина одной из школ Амбролаурского района Грузии.